# Mani Kambum

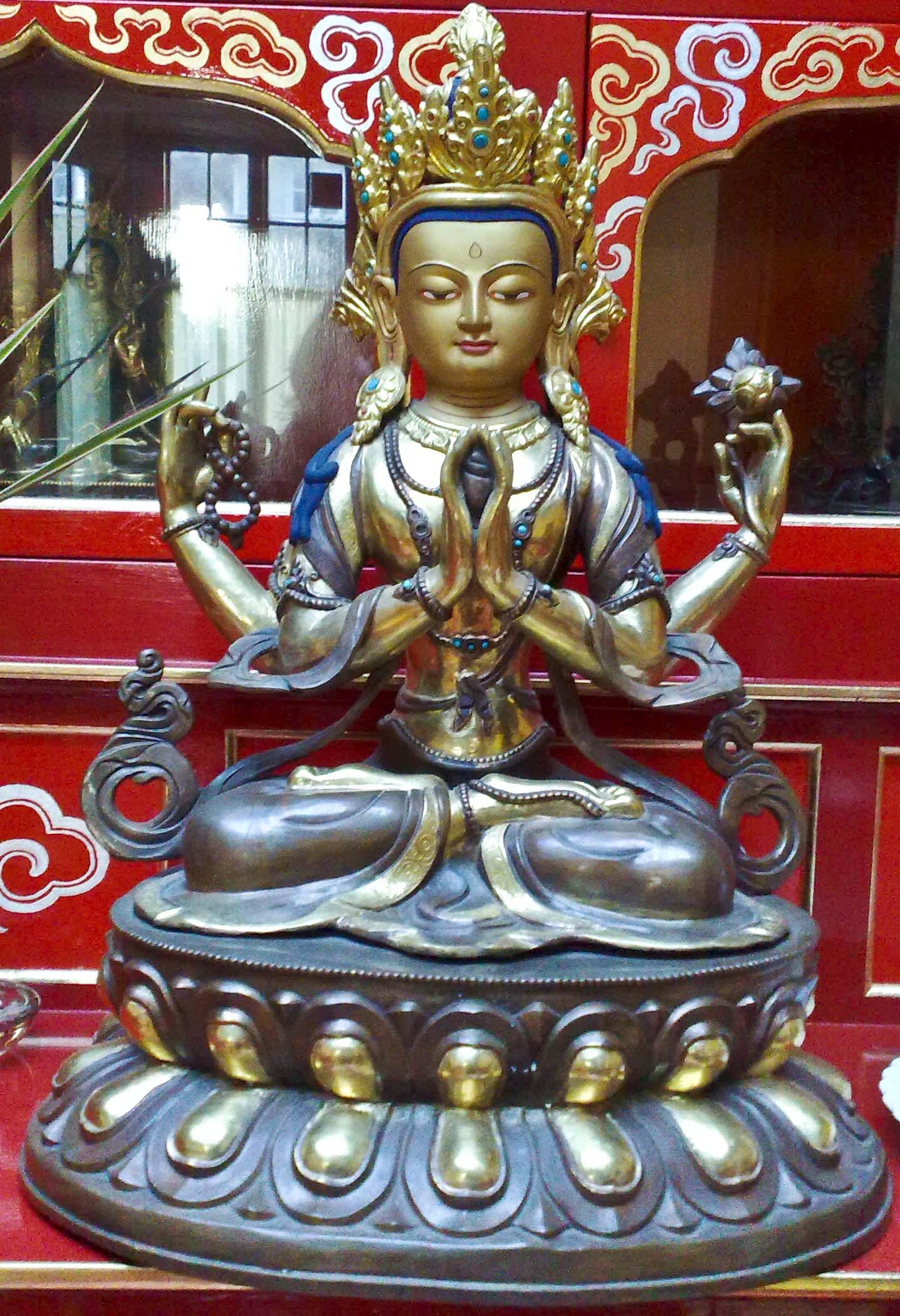
Chenrezi (Avalokitesvara)

Le Mani Kambum tibétain : མ་ནི་བཀའ་འབུམ, Wylie : ma ni bka' 'bum est une collection d'enseignements et de pratiques liée au bouddhisme tibétain, axée sur Avalokiteshvara, attribuée au roi Songtsen Gampo (VIIe siècle) et révélée comme un terma par le siddha druptob Ngodrup et Nyangrel Nyima Özer (1124-1192).